# NGC 6739
NGC 6739 је лентикуларна галаксија у сазвежђу Паун која се налази на NGC листи објеката дубоког неба.
Деклинација објекта је - 61° 22' 3" а ректасцензија 19h 7m 48,7s. Привидна величина (магнитуда) објекта NGC 6739 износи 12,1 а фотографска магнитуда 13,1. NGC 6739 је још познат и под ознакама ESO 141-28, A 1903-61, PGC 62799.